# Federico Guglielmo Carlo di Prussia
Federico Guglielmo Carlo di Hohenzollern (in tedesco Friedrich Wilhelm Karl von Preußen; Berlino, 3 luglio 1783 – Berlino, 28 settembre 1851) fu principe di Prussia.

## Famiglia d'origine
Suo padre era il re Federico Guglielmo II di Prussia, figlio del principe Augusto Guglielmo di Prussia e della principessa Luisa Amalia di Brunswick-Wolfenbüttel; sua madre era la principessa Federica Luisa d'Assia-Darmstadt, figlia del landgravio Luigi IX d'Assia-Darmstadt e della contessa Carolina del Palatinato-Zweibrücken-Birkenfeld.

## Carriera militare
Prestò servizio nella guardia dal 1799 e combatté nel 1806 a capo di una brigata di cavalleria nella battaglia di Jena e Auerstedt. Nel dicembre 1807, si recò a Parigi, per cercare di ridurre i carichi di guerra imposti alla Prussia da Napoleone Bonaparte; riuscì solo ad ottenere una riduzione modesta. Nel 1808, rappresentò la Prussia al Congresso di Erfurt. Alla fine del 1808, accompagnò suo fratello, il re Federico Guglielmo III a San Pietroburgo. Successivamente, ha avuto un ruolo di primo piano nella trasformazione della Prussia e del suo esercito.
Durante la Guerra della sesta coalizione del 1813, era di stanza nel quartier generale di Blücher. Nella battaglia di Lützen, comandò la cavalleria di riserva nell'ala sinistra dell'esercito. In seguito guidò l'ottava brigata del corpo dell'esercito di Yorck sul Reno e si distinse per il coraggio e le abilità militari nelle battaglie di Château-Thierry, Laon e fuori Parigi.
Dopo il Trattato di Parigi (1814), il principe accompagnò il re a Londra e poi partecipò alle trattative del Congresso di Vienna. Nel 1815 durante la Campagna di Waterloo comandò la riserva di cavalleria del IV Corpo di Prussia (di Bülow). Dopo il secondo trattato di Parigi, visse per lo più a Parigi e talvolta nel suo castello di Fischbach a Kowary.
Dal 1824 al 1829 fu governatore della fortezza confederata a Magonza. Dal 1830 al 1831 fu governatore generale della provincia renana e della Vestfalia e inaugurò il 20 settembre 1831 la prima linea ferroviaria in terra tedesca, dal Hinsbeck a Nierenhof, attraverso la valle Deilbach, che prese il nome di principe William Railway Company.
Dopo la morte di sua moglie, Anne Marie il 14 aprile 1846, si ritirò dalla vita pubblica nel suo castello di Fischbach.

## Matrimonio
Sposò. il 12 gennaio 1804, la principessa Maria Anna d'Assia-Homburg, figlia del langravio Federico V d'Assia-Homburg e di Carolina d'Assia-Darmstadt. Ebbero otto figli:
- Amalia Federica Luisa Carolina (4 luglio-23 novembre 1805);
- Una bambina di cui non ci è giunto il nome (nata e morta il 3 novembre 1806);
- Un bambino di cui non ci è giunto il nome (nato e morta il 30 agosto 1809);
- Federico Tassilo Guglielmo (29 ottobre 1811-9 gennaio 1813);
- Enrico Guglielmo Adalberto (29 ottobre 1811-6 giugno 1873);
- Federico Guglielmo Tassilo (15 novembre 1813-9 gennaio 1814);
- Maria Elisabetta Carolina Vittoria (18 giugno 1815-21 marzo 1885);
- Federico Guglielmo Valdemaro (2 agosto 1817-17 febbraio 1849);
- Maria Federica Francesca Edvige (15 ottobre 1825-17 maggio 1889).

## Ascendenza
|                                                |                              |                                             | Genitori                                           |  |  | Nonni |  |  | Bisnonni                        |  |  | Trisnonni             |  |
|                                                |                              |                                             |                                                    |  |  |       |  |  | Federico Guglielmo I di Prussia |  |  | Federico I di Prussia |  |
|                                                |                              |                                             |                                                    |  |  |       |  |  | Federico Guglielmo I di Prussia |  |  | Federico I di Prussia |  |
|                                                |                              | Sofia Carlotta di Hannover                  |                                                    |  |  |       |  |  | Federico Guglielmo I di Prussia |  |  |                       |  |
| Augusto Guglielmo di Prussia                   |                              |                                             |                                                    |  |  |       |  |  | Federico Guglielmo I di Prussia |  |  |                       |  |
|                                                |                              | Sofia Dorotea di Hannover                   | Giorgio I d'Inghilterra                            |  |  |       |  |  |                                 |  |  |                       |  |
|                                                |                              | Sofia Dorotea di Hannover                   | Giorgio I d'Inghilterra                            |  |  |       |  |  |                                 |  |  |                       |  |
|                                                |                              | Sofia Dorotea di Hannover                   | Sofia Dorotea di Celle                             |  |  |       |  |  |                                 |  |  |                       |  |
| Federico Guglielmo II di Prussia               |                              | Sofia Dorotea di Hannover                   |                                                    |  |  |       |  |  |                                 |  |  |                       |  |
|                                                |                              | Ferdinando Alberto II di Brunswick-Lüneburg | Ferdinando Alberto I di Brunswick-Lüneburg         |  |  |       |  |  |                                 |  |  |                       |  |
|                                                |                              | Ferdinando Alberto II di Brunswick-Lüneburg | Ferdinando Alberto I di Brunswick-Lüneburg         |  |  |       |  |  |                                 |  |  |                       |  |
|                                                |                              | Ferdinando Alberto II di Brunswick-Lüneburg | Cristina d'Assia-Eschewege                         |  |  |       |  |  |                                 |  |  |                       |  |
| Luisa Amalia di Brunswick-Lüneburg             |                              | Ferdinando Alberto II di Brunswick-Lüneburg |                                                    |  |  |       |  |  |                                 |  |  |                       |  |
|                                                |                              | Antonietta Amalia di Brunswick-Wolfenbüttel | Luigi Rodolfo di Brunswick-Lüneburg                |  |  |       |  |  |                                 |  |  |                       |  |
|                                                |                              | Antonietta Amalia di Brunswick-Wolfenbüttel | Luigi Rodolfo di Brunswick-Lüneburg                |  |  |       |  |  |                                 |  |  |                       |  |
|                                                |                              | Antonietta Amalia di Brunswick-Wolfenbüttel | Cristina Luisa di Oettingen-Oettingen              |  |  |       |  |  |                                 |  |  |                       |  |
| Federico Guglielmo Carlo di Prussia            |                              | Antonietta Amalia di Brunswick-Wolfenbüttel |                                                    |  |  |       |  |  |                                 |  |  |                       |  |
|                                                | Luigi VIII d'Assia-Darmstadt | Ernesto Luigi d'Assia-Darmstadt             |                                                    |  |  |       |  |  |                                 |  |  |                       |  |
|                                                | Luigi VIII d'Assia-Darmstadt | Ernesto Luigi d'Assia-Darmstadt             |                                                    |  |  |       |  |  |                                 |  |  |                       |  |
|                                                | Luigi VIII d'Assia-Darmstadt | Dorotea Carlotta di Brandeburgo-Ansbach     |                                                    |  |  |       |  |  |                                 |  |  |                       |  |
| Luigi IX d'Assia-Darmstadt                     | Luigi VIII d'Assia-Darmstadt |                                             |                                                    |  |  |       |  |  |                                 |  |  |                       |  |
|                                                |                              | Carlotta di Hanau-Lichtenberg               | Giovanni Reinardo III di Hanau-Lichtenberg         |  |  |       |  |  |                                 |  |  |                       |  |
|                                                |                              | Carlotta di Hanau-Lichtenberg               | Giovanni Reinardo III di Hanau-Lichtenberg         |  |  |       |  |  |                                 |  |  |                       |  |
|                                                |                              | Carlotta di Hanau-Lichtenberg               | Dorotea Federica di Brandeburgo-Ansbach            |  |  |       |  |  |                                 |  |  |                       |  |
| Federica Luisa d'Assia-Darmstadt               |                              | Carlotta di Hanau-Lichtenberg               |                                                    |  |  |       |  |  |                                 |  |  |                       |  |
|                                                |                              | Cristiano III del Palatinato-Zweibrücken    | Cristiano II del Palatinato-Zweibrücken-Birkenfeld |  |  |       |  |  |                                 |  |  |                       |  |
|                                                |                              | Cristiano III del Palatinato-Zweibrücken    | Cristiano II del Palatinato-Zweibrücken-Birkenfeld |  |  |       |  |  |                                 |  |  |                       |  |
|                                                |                              | Cristiano III del Palatinato-Zweibrücken    | Caterina Agata di Rappoltstein                     |  |  |       |  |  |                                 |  |  |                       |  |
| Carolina del Palatinato-Zweibrücken-Birkenfeld |                              | Cristiano III del Palatinato-Zweibrücken    |                                                    |  |  |       |  |  |                                 |  |  |                       |  |
|                                                |                              | Carolina di Nassau-Saarbrücken              | Luigi Cratone di Nassau-Saarbrücken                |  |  |       |  |  |                                 |  |  |                       |  |
|                                                |                              | Carolina di Nassau-Saarbrücken              | Luigi Cratone di Nassau-Saarbrücken                |  |  |       |  |  |                                 |  |  |                       |  |
|                                                |                              | Carolina di Nassau-Saarbrücken              | Filippa Enrichetta di Hohenlohe-Langenburg         |  |  |       |  |  |                                 |  |  |                       |  |
|                                                |                              | Carolina di Nassau-Saarbrücken              |                                                    |  |  |       |  |  |                                 |  |  |                       |  |